# Mníšek nad Hnilcom
Mníšek nad Hnilcom (em alemão: Einsiedel; em húngaro: Szepesremete) é um município da Eslováquia, situado no distrito de Gelnica, na região de Košice. Tem 39,44 km² de área e sua população em 2018 foi estimada em 1.794 habitantes.

## Demografia
| Ano:        | 1994 | 2004   | 2014   | 2024   |
| ----------- | ---- | ------ | ------ | ------ |
| Broj ljudi: | 1621 | 1711   | 1751   | 1830   |
| Razlika:    |      | +5,55% | +2,33% | +4,51% |

| Ano:               | 2023 | 2024   |
| ------------------ | ---- | ------ |
| Número de pessoas: | 1832 | 1830   |
| Diferença:         |      | -0,10% |